# زیسوخت پایدار
زیسوخت پایدار، زیست‌سوختی است که به شیوه ای پایدار تولید می‌شود و بر اساس نفت یا سایر سوخت‌های فسیلی نیست. زیست سوخت شامل استفاده از گیاهانی است که برای مواد غذایی مورد استفاده قرار می‌گیرند تا سوخت تولید کنند و در نتیجه عرضه غذای جهان را مختل می‌کند.

## استانداردهای پایداری
در سال ۲۰۰۸، میزگردی برای زیسوخت‌های پایدار استانداردهای پیشنهادی خود را برای زیسوخت‌های پایدار منتشر کرد که شامل ۱۲ اصل است.

### نیشکر در برزیل

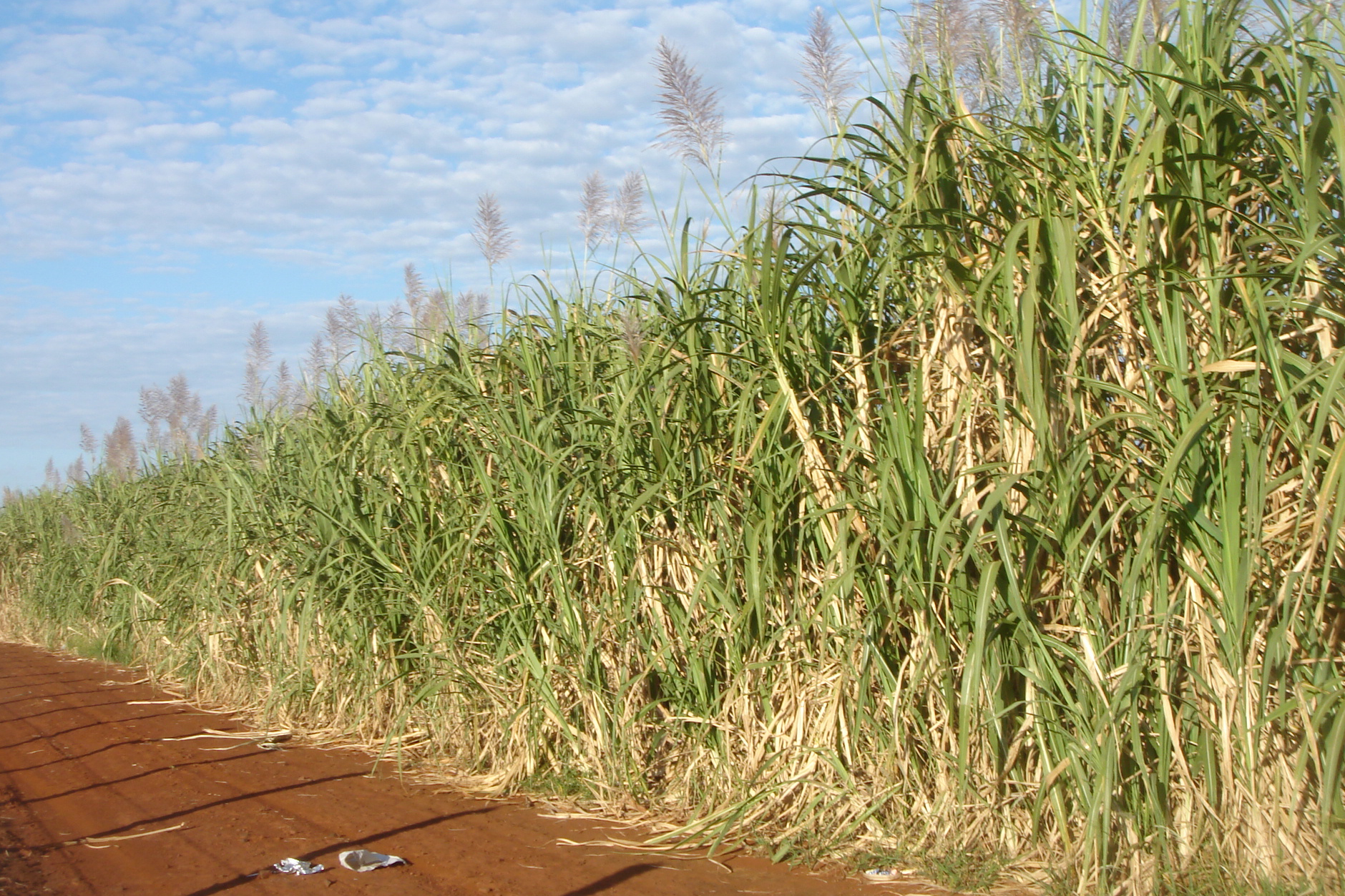
مزارع نیشکر (Saccharum officinarum) آماده برداشت، Ituverava، ایالت سائوپائولو، برزیل.

### جاتروفا

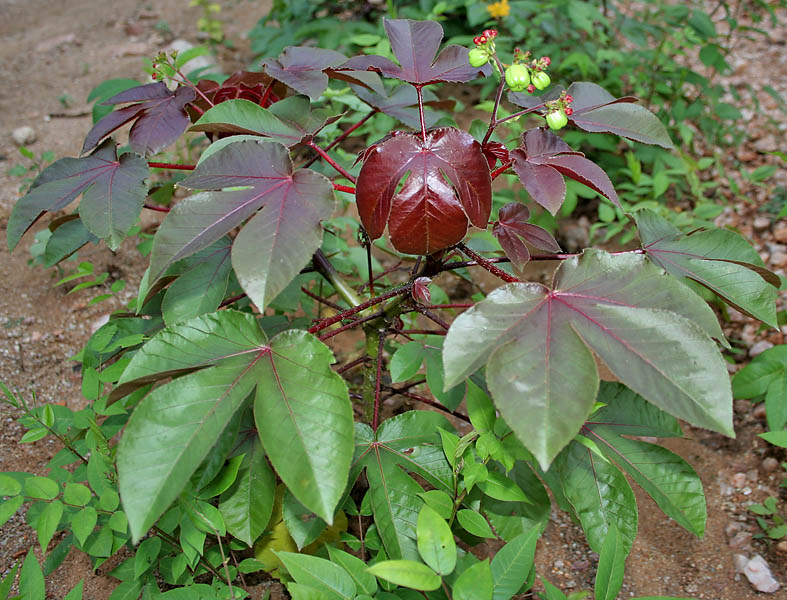
Jatropha gossipifolia در حیدرآباد، هند.